# Interpretador de JavaScript

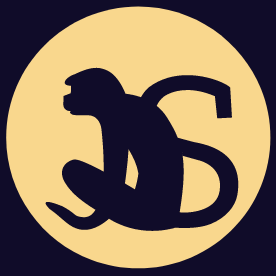
Logo do SpiderMonkey

Um interpretador JavaScript — também chamado de motor JavaScript — é um software especializado que interpreta e executa JavaScript ou ECMAScript. Embora existam vários usos para o interpretador JavaScript, como a utilização em navegadores de internet e em runtimes como o Node.js.

## História
Antes da guerra dos navegadores em 2008 e 2009, o interpretador JavaScript — também chamado de implementador JavaScript — realizava uma execução básica de código-fonte JavaScript, dando suporte a pequenos efeitos DHTML. O primeiro interpretador JavaScript foi criado por Brendan Eich na Netscape Communications Corp para o navegador Netscape Navigator. O interpretador, chamado SpiderMonkey, foi implementado em linguagem C e C++. Os interpretadores vêm sendo expandidos desde então.
Em 2008, o recém-lançado navegador Google Chrome foi aclamado por sua performance na execução de JavaScript, o que desencadeou uma guerra pelo desenvolvimento de interpretadores cada vez mais rápidos. Surgiram os interpretadores Squirrelfish Extreme para o WebKit e o TraceMonkey da Mozilla, e o Chrome acabou ficando para trás em performance. Entretanto, a Google respondeu com um projeto liderado pelo dinamarquês Lars Bak: o interpretador V8. Lançado na versão 2 do Chrome, o V8 fez novamente do Chrome o navegador mais rápido na execução de JavaScript.
As empresas desenvolvedoras dos principais navegadores continuaram investindo em desenvolvimento, e em 2010 a versão 4-beta do Mozilla Firefox e a versão 10 do Opera trouxeram novos interpretadores JavaScript, e a disputa se acirrou.